# Julius Roeting

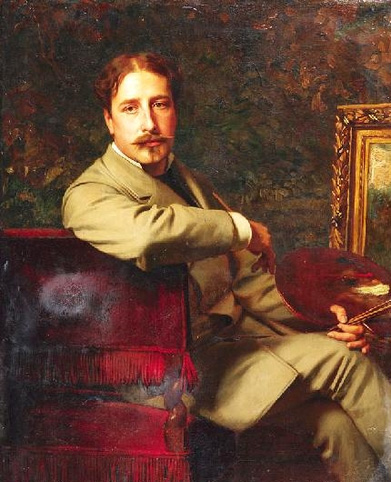
Julius Roeting, porträtt av Max Volkhart.

Julius Amatus Roeting, född den 7 september 1821 i Dresden, död den 21 maj 1896 i Düsseldorf, var en tysk historie- och porträttmålare.
Roeting besökte till en början akademien i sin hemstad och utbildade sig vidare i Düsseldorf, där han fann en verkningskrets, inom vilken han kunde lägga i dagen sin talang som porträttmålare. Hans tavlor står visserligen inte i lika högt värde som porträtten, men är dock koloristiskt förträffliga, exempelvis Columbus inför rådet i Salamanca (1851, museet i Dresden), Kristus på korset och en även i komposition och karaktäristik förträfflig framställning av Kristi begravning (1866). Redan från sitt fyrtionde år målade han väl modellerade och ideellt utförda porträtt, exempelvis av målarna Leutze (1847), Lessing och Schadow, av Ernst Moritz Arndt (flera gånger förnyat) och av Johannes Ronge.